# 凤凰山 (凤城市)
凤凰山旅游景区，位于辽宁省凤城市凤山区，是国家4A级旅游景区，属于长白山的余脉。

## 景区概况
辽宁凤城市凤凰山是国家级旅游景区，是“辽宁十大名山”之一，古称“乌骨山”。辽宁凤城市凤凰山有石棚避暑、涧水飞涛、怪石凌空、天地在望、叠障留云等十大名景。